# Централна гара Бургас
Централната железопътна гара в Бургас е сред първите железопътни гари в България. Тя също така е една от най-големите жп гари в страната. Сградата е обявена за архитектурен паметник.
По нейния план е построена железопътната гара във Варна. Тя е сред възловите гари в България (начална и крайна) с бързи и пътнически направления до София, Пловдив, Карлово, Сливен, Ямбол, Варна, Стара Загора.

## Свързани линии
- Железопътна линия 8 (Пловдив – Бургас)

## Местоположение
Сградата на жп гара Бургас се намира в централната градска част, в края на пешеходната улица Александровска на пл. „Царица Йоанна“ (наречен и Гаров площад). В близост до гарата се намира малкия парк „Царица Йоанна“. Гарата също така е близо до морския бряг, недалеч от Морска гара Бургас, Морска градина, централния плаж и Пристанище Бургас. Непосредствено до гарата се намира Автогара Юг с линии до всички населени места по южното българско Черноморие, Варна и Летище Бургас (линия 15 на Бургасбус).

## История
Изграждането на днешната гара се осъществява на няколко етапа, с архитекти Никола Костов и Кирил Маричков. Творческият тандем е бил готов през 1903 г. с един модерен във функционално и естетическо отношение проект. Този проект те използват и за построяването на железопътната гара във Варна. Двете сгради са еднакви в архитектурното си решение и се различават само в някои детайли на авторското ръководство – бургаският обект се ръководи от арх. Никола Костов, а варненският – от арх. Кирил Маричков.